# Neoluederitzia
Neoluederitzia là một chi thực vật có hoa thuộc họ bá vương, Zygophyllaceae.

## Các loài tiêu biểu
- Neoluederitzia sericeocarpa Schinz